# Aż na koniec świata
Aż na koniec świata (niem. Bis ans Ende der Welt ) – niemiecko-francusko-australijsko-amerykański film fabularny z 1991 roku w reżyserii Wima Wendersa, film drogi utrzymany w konwencji fantastycznonaukowej.

## Fabuła
Na świecie narasta strach przed apokalipsą. Claire przemierza Ziemię, szukając przypadkowo poznanego cudzoziemca. W Australii spotyka wynalazcę, który za pomocą specjalnej kamery może robić zdjęcia widzialne także dla ludzi niewidomych. 

## Obsada
- Solveig Dommartin – jako Claire Tourneur
- William Hurt – jako Sam Farber, alias Trevor McPhee
- Sam Neill – jako Eugene Fitzpatrick
- Eddy Mitchell – jako Raymond Monnet
- Chick Ortega – jako Chico Rémy
- David Gulpilil – jako David
- Jeanne Moreau – jako Edith Farber
- Max von Sydow – jako Henry Farber

W rolach cameo wystąpili m.in. Chishū Ryū, Kuniko Miyake, gwiazda fado Amália Rodrigues, muzycy David Byrne i Tom Waits oraz wnuczki Charliego Chaplina: Dolores Chaplin i Carmen Chaplin.

## Produkcja
Począwszy od fazy pomysłu film tworzony był przez 14 lat, w 15 miastach w 7 krajach na 4 kontynentach. Pierwsza wersja po montażu liczyła 9 godzin, po skróceniu 6 godzin. Producenci do kin wypuścili wersję drastycznie okrojoną do ok. 3 godzin, którą reżyser określił jako „wersję Reader’s Digest”. Łamiąc warunki kontraktu reżyser w tajemnicy zrobił kopię filmu i zmontował prawie 5-godzinną wersję reżyserską, którą wyświetlano na specjalnych pokazach. 

## Ścieżka dźwiękowa
1. Graeme Revell – Opening Title
2. Talking Heads – Sax and Violins
3. Julee Cruise – Summer Kisses, Winter Tears
4. Neneh Cherry – Move with Me (Dub)
5. Crime & the City Solution – The Adversary
6. Lou Reed – What's Good
7. Can – Last Night Sleep
8. R.E.M. – Fretless
9. Elvis Costello – Days
10. Graeme Revell – Claire's Theme
11. Nick Cave and the Bad Seeds – (I'll Love You) Till the End of the World
12. Patti Smith (udział Fred Smith) – It Takes Time
13. Depeche Mode – Death's Door
14. Graeme Revell – Love Theme
15. Jane Siberry i k.d. lang – Calling All Angels
16. T Bone Burnett – Humans from Earth
17. Daniel Lanois – Sleeping in the Devil's Bed
18. U2 – Until the End of the World
19. Graeme Revell – Finale

Muzyka ze ścieżki dźwiękowej filmu została wydana 10 grudnia 1991 roku.

## Analiza
Wg Laury Waniek to najambitniejszy film Wendersa, swoiste opus magnum reżysera, który chciał stworzyć „ostateczny film drogi”. Krytyczka widzi w nim także elementy filmu detektywistycznego, szpiegowskiego, gangsterskiego, burleski, kina grozy, teledysku, home movie i romansu. Akcja filmu rozgrywa się w Wenecji, Paryżu, Berlinie, Lizbonie, Moskwie, Pekinie, Tokio, San Francisco, na Terytorium Północnym w Australii i na orbicie okołoziemskiej.